# Barbu Zaharescu
Barbu Zaharescu (* Bercu Zuckerman 11. März 1906 in Bârlad; † 14. November 2000 in Bukarest) war ein rumänischer Politiker und Diplomat.

## Werdegang
1923 brachte ihn die Mitgliedschaft in der Rumänischen Kommunistischen Partei in das Arbeitslager in Miercurea Ciuc. In der Folge schlossen sich die Gefängnisse von Chișinău, Aiud und Brașov an. Ab 1941 führten ihn die Repressionsorgane in einer Liste gefährlicher Kommunisten.
Von 1948 bis 1955 war er Dekan des Lehrstuhls für Volkswirtschaftslehre an der Universität Bukarest. Von 1952 bis 1954 war er Rektor des Instituts Maxim Gorki. Von 1954 bis 1955 war er stellvertretender Direktor des Instituts für historische und sozialpolitische Studien des Zentralkomitees der  Partidul Muncitoresc Roman und bis 1962 Chefredakteur des Parteiorgans Lupta de clasă (revistă) (Klassenkampf) sowie Geschäftsführer des Parteiverlages Editura Partidul Muncitoresc Român. Von 22. Dezember 1955 bis 24. Juli 1965 war er stellvertretendes Mitglied des ZK der KPR. Von 24. Juli 1965 bis 24. November 1974 war er Mitglied des ZK der KPR. Von 28. November 1974 bis 23. November 1984 war er Mitglied des Zentralen Revisionsausschusses.
Von 17. März 1955 bis 3. Februar 1956 war er Botschafter in Buenos Aires. Von 7. März 1956 bis 22. Januar 1959 war er Botschafter in Ankara. Von 22. Januar 1959 bis 29. Juli 1961 war er Botschafter in Peking und war zeitgleich in Rangoon und Hanoi akkreditiert. 
Von 1980 bis 1989 vertrat er die KPR in der Redaktion der Zeitschrift Probleme des Friedens und des Sozialismus.

## Schriften
- Curs elementar de economie politică (1949)
- Despre Capitalul lui Karl Marx(1948)
- Karl Marx: despre procesul de circulație al capitalului (1955)
- Karl Marx: despre procesul de ansamblu al producției capitaliste (1965)
- Manual de economie politică pentru învățămîntul mediu (1948)
- Manual unic de economie politică pentru cursul superior
- Pavel Tcacenco (1945)[2]

## Dekoration
- Am 4. Mai 1971 anlässlich des 50. Jahrestages der Kommunistischen Partei Rumäniens wurde er in den Orden Held der sozialistischen Arbeit aufgenommen.